# 华西街道
华西街道，是中华人民共和国贵州省安顺市西秀区下辖的一个乡镇级行政单位。

## 行政区划
华西街道下辖以下地区：
太平社区、利达社区、南郊社区、新村社区、西山村、太平村、管元村、玉碗村、胶泥村、二桥村、华严村、西瓦村、竹林村、汪家山村、萝卜冲村、水塘村、门口村、小坡村、黑石头村、土地坡村和欢喜岭村。